# Kjokusin karate

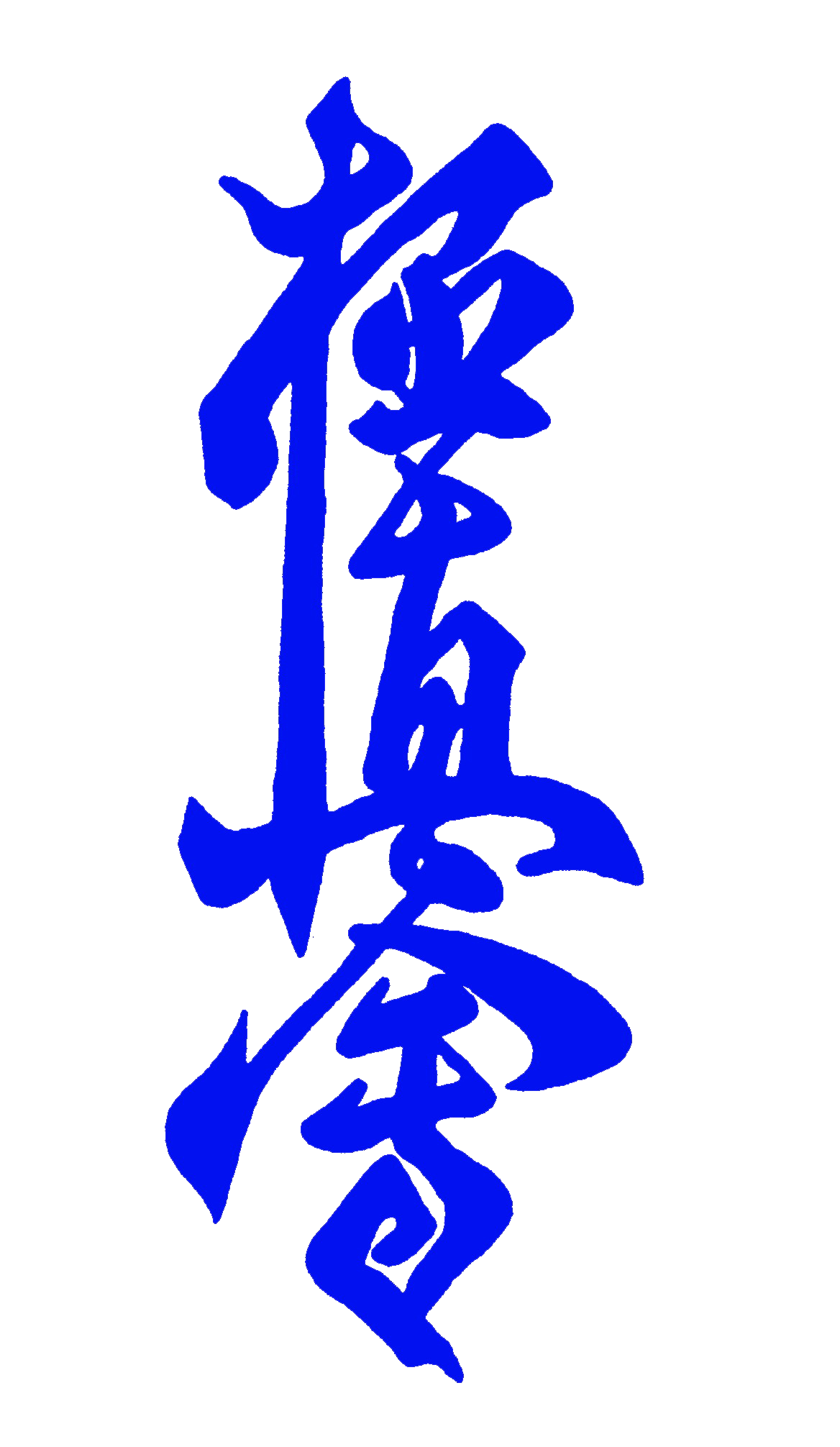
A kjokusin kalligrafikus írással

A kjokusin (japánul 極真会, kjokusinkai, nyugaton kyokushin) full kontakt, álló stílusú karateirányzat, alapítója Ójama Maszutacu (최영의, Cshö Jongi; 大山倍達 ; 1923–1994). Ójama megreformálta a karatét, előtérbe helyezve a valós küzdelmet és a hatékonyságot. A fizikai képességek fejlesztése mellett céljául tűzte ki az emberi értékek megőrzését és az ifjúság egészséges életmódra való nevelését. A kjokusin célja a test és lélek harmóniájának az elérése.
A kjokusinkai szó jelentése: találkozás a végső igazsággal.

## Szószai Ójama Maszutacu élete
A kjokusin karate atyja, Ójama Maszutacu, születési nevén Cshö Jongi 1923. július 23-án született Koreában, a Japán megszállás időszakában. Fiatal gyermekként Ójama kínai, illetve koreai kempót tanult. 1938-ban[forrás?] emigrált Japánba, és ott dzsúdót, illetve okinavai karatét tanult Funakosi Gicsintől. Mindkét stílusban dan-fokozatot ért el: megszerezte a 4. dant dzsúdóban, illetve a 2. dant karatéban. 
Ekkor vette fel az Ójama Maszutacu japán nevet is, mentora, a jól ismert National Diet-tag tanácsára, majd élete végéig ezt a nevet használta. A második világháború után Ójama gódzsú-rjú karatét tanult egy koreai mester, So Nei Chu kezei alatt, aki dozsót működtetett Tokióban. Ebben az időben Ójama elvonult egy hegyre, ahol minden civilizációtól elszakadva élt tizennyolc hónapig. Másfél évet élt a hegyen, s közben megedzette testét és lelkét. Ezen idő alatt fejlesztette ki saját stílusát, melyet később kjokusin néven ismert meg a világ. Stílusának, a Japán Bajnokság megnyerésével, igen nagy hírnevet szerzett hazájában.
A korai ötvenes években Ójama az Amerikai Egyesült Államokba utazott, ahol 32 tagállamot látogatott meg: bemutatta erejét bárki ellen, aki kiállt ellene küzdelemre.
1953-ban nyitotta meg Tokióban saját karate dozsóját, az Ójama-dozsót, de ezzel nem hagyta el világ körüli útjait és puszta kezes karatebemutatóit. Az első dozsója egy megüresedett telek volt Tokióban, Mejiróban. 1956-ban Ójama átköltöztette dozsóját egy balettstúdió termébe, mely a Rikkjo Egyetemhez tartozott.
Ójama edzései hamar egy kemény, intenzív és praktikus stílus hírnevét keltették, melyet 1957-ben kjokusinnak neveztek el. Ahogy a dozsó hírneve nőtt, több és több tanulót vonzott az új stílus, és így a kjokusin karatét művelők száma is gyarapodott.
1964-ben Ójama újfent elköltöztette a dozsót egy új épületbe, amely ezentúl Honbu néven lett ismert (a honbu központot jelent japánul). Ójama ekkor hivatalosan is megalapította a „International Karate Organization Kyokushinkaikan” szervezetet (Nemzetközi Kjokusin Karate Szervezet), az IKO-t. A Honbu mai napig is a kjokusin karate székhelye.

## Hazai kjokusin
A kjokusin karate hazai megalakításában két embernek, Adámy Istvánnak és Furkó Kálmánnak vannak elévülhetetlen érdemei, akik a külföldi lapok hevenyészett fordításai alapján, néhány küzdősporttal foglalkozó magazin segítségével, szinte könyvből tanulták az első mozdulatokat. Bokszolók, birkózók, cselgáncsosok egyaránt megtalálhatók voltak a spontán szerveződő harcművészeti csoportban.
Dr. Galla Ferenc vette pártfogásába a karatéra kíváncsi diákokat, ezzel nagyban hozzájárult, hogy a karate megvethette lábát hazánkban. A magyar cselgáncsválogatott 1972-ben Göteborgban járt, ahol tagjai megismerkedtek Mészáros Attilával (2. dan), aki akkor már igencsak otthonosan mozgott a kjokusin karate mozgáskultúrájában.
1972-ben, első hazalátogatása alkalmával Mészáros Attila megtartotta bemutató edzését a Testnevelési Főiskolán. Ettől kezdve esztendőkön keresztül egyedül gyakorolt a magyar kjokusin karate két alapítója az évente hazalátogató Mészáros Attila instrukcióit követve, és kapaszkodtak egyre feljebb a tudás és a ranglétra fokain.
1977-ben Adámy István személyében „megszületett” az első danos mester és az IKO által nemzetközileg kinevezett sibucsó (ágazatvezető) magyarországi hatáskörrel. Furkó Kálmán 1978-ban szerezte meg az első dan fokozatot és 1984-ben lett sibucsó szolnoki hatáskörrel.
1976-tól indult el a hazai kjokusin fejlődése, és a kitartó munkának köszönhetően a 70-es évek végére már több ezer, a 80-as évek közepére már majd tízezer sportolót tartott számon a szakág. A kjokusin azóta is az egyik legnépszerűbb karatestílus Magyarországon.
Adámy István és Furkó Kálmán nagy lendülettel együtt dolgoztak a kjokusin fejlesztéséért az 1996-ban bekövetkezett első hazai szakadásig. Ettől kezdve külön utakon járva, de a mai napig ugyanolyan aktívan végzik felelősségteljes küldetésüket.

### Hazai szervezetek
- Magyar Karate Szövetség I.K.O. Kyokushin-kai Stílusszervezet - melyben Magyarországon négy, a nemzetközi szervezetben úgynevezett sibucsó/ Branch Chief (területi vezető) képviselteti magát: Sensei Halász Vivien, Shihan Badar Attila, Sensei Illés Tibor és Shihan Kószó Ildikó (5. dan)[3]
- Magyar Kyokushin Karate Szervezet – vezető: Sihan Szabó Tamás (5. dan), a Shinkyokushinkan nemzetközi szervezet tagja, melyet Sihan Midori vezet.
- Magyar Kyokushin Karate Szövetség – Hansi Dr. Adámy István (8. dan), az International Budo Kai nemzetközi szervezet tagja, melyet Gerard Gordeau vezet.
- International Budo Kai Kan  IBKK - John Bluming 10 dan - IBKK magyarországi vezetője: Dai Shihan Laczkovits Richárd (5. dan)
- Oyama Karate Kyokushin Hungary – Sihan Borza József (6. dan)
- Honkyokushin International Karate Organization -Shihan Brezovai Sándor (6.dan), Shihan Horváth János (6.dan), Shihan Tóth Tivadarné (6.dan)
- Magyar Kyokushin Karate Seibukai Szervezet - Szenszei Kernya József (4. dan) vezetésével

## Nemzetközi szervezetek
Ójama Maszutacu halála után az egykor egységes IKO Kyokushin Kaikan (Nemzetközi Karate Szervezet Kyokushin Kaikan) először ketté, majd három-, aztán négyfelé szakadt. Jelenleg hat szervezet van, amely az eredeti IKO Kyokushin Kaikan szervezetből alakult.
Mindegyik, egymásból kivált szervezet továbbra is az IKO Kyokushin Kaikan nevet használja, de hogy meg lehessen őket különböztetni egymástól, számmal jelölik őket:
1. IKO 1, vezetője Macui Sókei kancso
2. IKO 2, első vezetője először Nisida sihan volt, majd Szanpei sihant Sicsinohe sihan követte, most Midori sihan az elnök, és a japán szervezet nevet változtatott, Shinkyokushinkaira.
3. IKO 3, első vezetője Tecuka sihan volt, ma Macusima sihan.
4. IKO 4, vezetője Tecuka sihan.
5. Az IKO 2-ből kiválva sibucsók megalakították a Kyokushin Uniont, melynek igazgatója Haszegava sihan.
6. Az IKO 1-ből kiválva dr. Umeda és Rojama sihan létrehozta a Kjokusin-kan szervezetet és felélesztette a Kjokusin Sogakukai Alapítványt (Dzaidan Hodzsin Kjokusin Sogakukai). IKO Sósai vezetője Szuzuki kancso és Ójama Kurisztina

### További jelentős szervezetek
- International Budo Kai – vezetője Gerard Gordeau kancso
  - IKBK vezetője Jon Bluming kaicso
  - IFK – vezetője Steve Arneil hansi
- Seidó – vezetője Nakamura Tadasi kancso
- Shidókan vezetője Szoeno Jos-hidzsi kancso
- NIKO Ashihara Karate – vezetője Asihara Hidenori kancso
- Ashihara International – vezetője Dave Cook sihan
- World Oyama Karate – vezetője Ójama Sigeru szaiko sihan

## Dojo kun – eskü
- Fogadjuk!

Rendületlenül edzeni fogjuk testünket és lelkünket.
- Fogadjuk!

A BUDO igazi útját követjük, így fejlesztjük képességeinket.
- Fogadjuk!

Szilárdan törekedni fogunk önmagunk legyőzésére.
- Fogadjuk!

Megtartjuk az udvariasság szabályait, tiszteljük elöljáróinkat és a rangban feljebb lévőket. Tartózkodunk az erőszaktól.
- Fogadjuk!

Követjük az emberiesség tanítását, soha nem feledjük az alázatosság igaz erényét.
- Fogadjuk!

Tiszteljük a bölcsességet és az erőt, nem keresünk más vágyakat.
- Fogadjuk!

Egész életünkben a karate fegyelmével járjuk a Kjokusin útját.

## A kjokusin karate ágai
- Sidokan

## A kjokusinkai katái
- Tajkjoku
  - Tajkjoku szono icsi
  - Tajkjoku szono ni
  - Tajkjoku szono szan
- Szoguki tajkjoku
  - Szoguki tajkjoku szono icsi
  - Szoguki tajkjoku szono ni
  - Szoguki tajkjoku szono szan
- Pinan
  - Pinan szono icsi
  - Pinan szono ni
  - Pinan szono szan
  - Pinan szono jon
  - Pinan szono go
- Szusió
- Szancsin
- Tensó
- Cuki
- Szejencsin
- Gekszaj
  - Gekszaj daj
  - Gekszaj so
- Szejpaj
- Szajfa
- Garjú
- Jancu
- Kanku

### Honlapok
- A Magyar Kyokushin Karate Szervezet (MKKSZ) honlapja  Archiválva 2007. június 1-i dátummal a Wayback Machine-ben
- A Magyar Karate Szakszövetség (MKSZ) honlapja
- A Magyar Kyokushin Karate Szövetség honlapja
- Kjokusin karate oktatás blog
- All Kyokushin Karate WT 2009 - Budapest (World Tournament) honlapja
- A shidokan stílus honlapja
- Genshitsu Shibu

### Írások
- Ójama életéről, a kjokusin történetéről: kyokarate.hu Archiválva 2007. szeptember 29-i dátummal a Wayback Machine-ben
- Másik leírás Ójama életéről bushido-se Archiválva 2007. június 22-i dátummal a Wayback Machine-ben
- Etikett, Dojo Kun kagami.extra.hu[halott link]